# パリッチュ (小惑星)
パリッチュ (11970 Palitzsch) は小惑星帯に位置する小惑星。イタリアのソルマーノ天文台でピエロ・シーコリとピエランジェロ・ゲッツィが発見した。
ドイツのアマチュア天文家で、エドモンド・ハレーによって予測されたハレー彗星の回帰を最初に発見したヨハン・ゲオルク・パリッチュから命名された。